# Acanthochitona avicula
Acanthochitona avicula är en blötdjursart som först beskrevs av Carpenter 1864.  Acanthochitona avicula ingår i släktet Acanthochitona och familjen Acanthochitonidae. Inga underarter finns listade i Catalogue of Life.